# Weber Araújo
Raimundo Weber de Araújo (Russas, 26 de Outubro de 1949) é um engenheiro agrônomo, político brasileiro e ex-prefeito da cidade de Russas, no Ceará.

## Atuação política
Formado em engenharia agrônoma, pela Universidade Federal do Ceará (UFC) com especialidade em Projetos Agropecuários, Weber foi coordenador do escritório local da EMATERCE de Parambu e Russas no período de 1977 a 1992, na função de extensionista agrícola. 
No início de sua trajetória, Weber atuou como Professor estadual de matemática e física no Colégio Estadual Governador Flávio Marcilio em Russas/CE. 
Foi candidato a Prefeito de Russas em 1992, quando obteve 10% dos votos válidos . 
Nas eleições seguintes, em 1996, foi eleito prefeito. Nas eleições municipais de 2000, foi reeleito com uma vantagem histórica de votos no município.. Desse modo, exerceu o cargo máximo do Poder Executivo municipal entre 1997 e 2004.
Nos primeiros dois mandatos frente ao executivo municipal Weber conquistou 8 títulos de “Melhores Prefeitos do Ceará” , além de prêmios nacionais. Incentivou a implantação da Empresa Dakota Calçados, gerando mais de 4 mil empregos diretos, o que mudou o perfil socioeconômico da cidade . O projeto social de combate ao trabalho infantil desenvolvido em parceria com a iniciativa privada ganhou projeção nacional . Em 2003, Russas era o município com maior número de dessalinizadores de água do estado (35) e onde todos estavam funcionando . Houve melhora no Índice de Desenvolvimento Humano (IDH) de Russas, que atingiu o 8o lugar no estado do Ceará .
Após o fim dos dois mandatos como prefeito de Russas, Weber trabalhou em órgãos públicos estaduais, assumindo cargos de Diretor Operacional na Companhia de Água e Esgoto do Estado do Ceará – CAGECE (2007-2008) e de Diretor Técnico do Instituto Agropolos (2009-2010) . Candidatou-se a deputado estadual em 2006, quando obteve mais de 32 mil votos, mas obteve a primeira suplência pelo partido político PSL . Entre 2009 e 2010, assumiu o mandato de deputado estadual na Assembleia Legislativa do Ceará.
Em 2012, Weber foi eleito prefeito de Russas pela terceira vez para gestão de 2013 a 2016, com 21.082 votos, juntamente com o vice Magela Estácio . Em 2016, foi reeleito para seu quarto mandato de prefeito em uma eleição bastante acirrada (obteve 47,22% contra 46,2% do candidato e também ex-prefeito Raimundinho).
Nas eleições municipais de 2020, apoiou o candidato Nathizael do Partido dos Trabalhadores (PT), mas foram derrotados pelo candidato Sávio Gurgel (PDT), que obteve quase 62% dos votos.
Nos mandato do governador Elmano Freitas, assumiu o cargo de segundo escalão de Secretário Executivo de Habitação e Desenvolvimento Urbano, dentro da pasta da Secretaria das Cidades.